# Parmulina exsculpta
Parmulina exsculpta är en svampart som först beskrevs av Miles Joseph Berkeley, och fick sitt nu gällande namn av Theiss. & Syd. 1914. Parmulina exsculpta ingår i släktet Parmulina och familjen Parmulariaceae.   Inga underarter finns listade i Catalogue of Life.